# BMW M1 Procar Championship
Prvenstvo turnih avtomobilov BMW M1 Procar Championship ali na kratko Procar je ustanovil Jochen Neerpasch, vodja oddelka BMW Motorsport GmbH l.1979. V prvenstvu so tekmovali dirkači iz vseh svetovnih kategorij dirkanja in je bila priložnost, da se pokaže mešanica dirkačev iz različnih disciplin motošporta. Vsi dirkalniki so bili enaki po zasnovi in so uporabljali vrstni šestvaljnik prostornine 3453 cm³. Motor je zmogel 345 kW (470 KM) pri 9000 obratih. Dirkalnik je pospešil 4,5 s od 0-100 km/h, končna hitrost pa je bila preko 300 km/h. Tekmovanje je trajalo le dve sezoni zaradi BMW odločitve, da se l.1981 raje osredotoči na vstop BMW v Formulo 1.
- Sezona 1979:

V tej sezoni je bilo na sporedu osem dirk. Prva dirka prvenstva Procar je bila 12. maja na beljgijskem dirkališču Zolder. V skupnem točkovanju je zmagal Niki Lauda.
- Sezona 1980:

Na sporedu je bilo devet dirk. Zadnja dirka prvenstva Procar je bila na italijanskem dirkališču Enzo in Dino Ferrari. Prvenstvo je osvojil brazilec Nelson Piquet.